# Bijakovac
Bijakovac je naseljeno mjesto u sastavu općine Bosanska Dubica, Republika Srpska, BiH.

## Stanovništvo
| Bijakovac          |              |
| godina popisa      | 1991.        |
| Srbi               | 218 (97,32%) |
| Hrvati             | 2 (0,89%)    |
| Muslimani          | 0            |
| Jugoslaveni        | 2 (0,89%)    |
| ostali i nepoznato | 2 (0,89%)    |
| ukupno             | 224          |